# Un monde presque paisible
Pour plus de détails, voir Fiche technique et Distribution.
Un monde presque paisible est un film français réalisé par Michel Deville, sorti en 2002. Il est inspiré de Quoi de neuf sur la guerre ? de Robert Bober, Prix du Livre Inter 1994.

## Synopsis
Un atelier de confection décide de reprendre ses activités dans le quartier des tailleurs juifs à Paris, juste après la guerre en 1946. Cinq hommes, quatre femmes et quelques enfants essaient de réapprendre à vivre,.

## Fiche technique
- Titre : Un monde presque paisible
- Titre anglais : Almost Peaceful
- Réalisation : Michel Deville
- Scénario : Michel Deville, d'après le roman Quoi de neuf sur la guerre de Robert Bober
- Durée : 94 minutes
- Production : Rosalinde Deville
- Image : André Diot
- Date de sortie: 18 décembre 2002

## Distribution
- Simon Abkarian : Monsieur Albert
- Zabou Breitman : Léa
- Vincent Elbaz : Léon
- Lubna Azabal : Jacqueline
- Denis Podalydès : Charles
- Clotilde Courau : Simone
- Julie Gayet : Mme Andrée
- Stanislas Merhar : Maurice
- Malik Zidi : Joseph
- Sylvie Milhaud : Mme Sarah
- Éric Laugérias : l'avocat
- François Clavier : le commissaire
- Bruce Myers : le roi de la forêt/le vieux tailleur
- Judith d'Aléazzo : Mme Himmelfarb
- Stéphane Bientz : le moniteur amoureux
- Hervé Briaux : le propriétaire
- Pierre Diot : le fasciste du café
- Laurence Masliah : la directrice de la colonie
- Bernard Ballet : Wasserman

## Distinctions
- Mention spéciale lors du festival international du film de Bordeaux[3]
- Sélection officielle en compétition à la Mostra de Venise 2002